# 메스지트

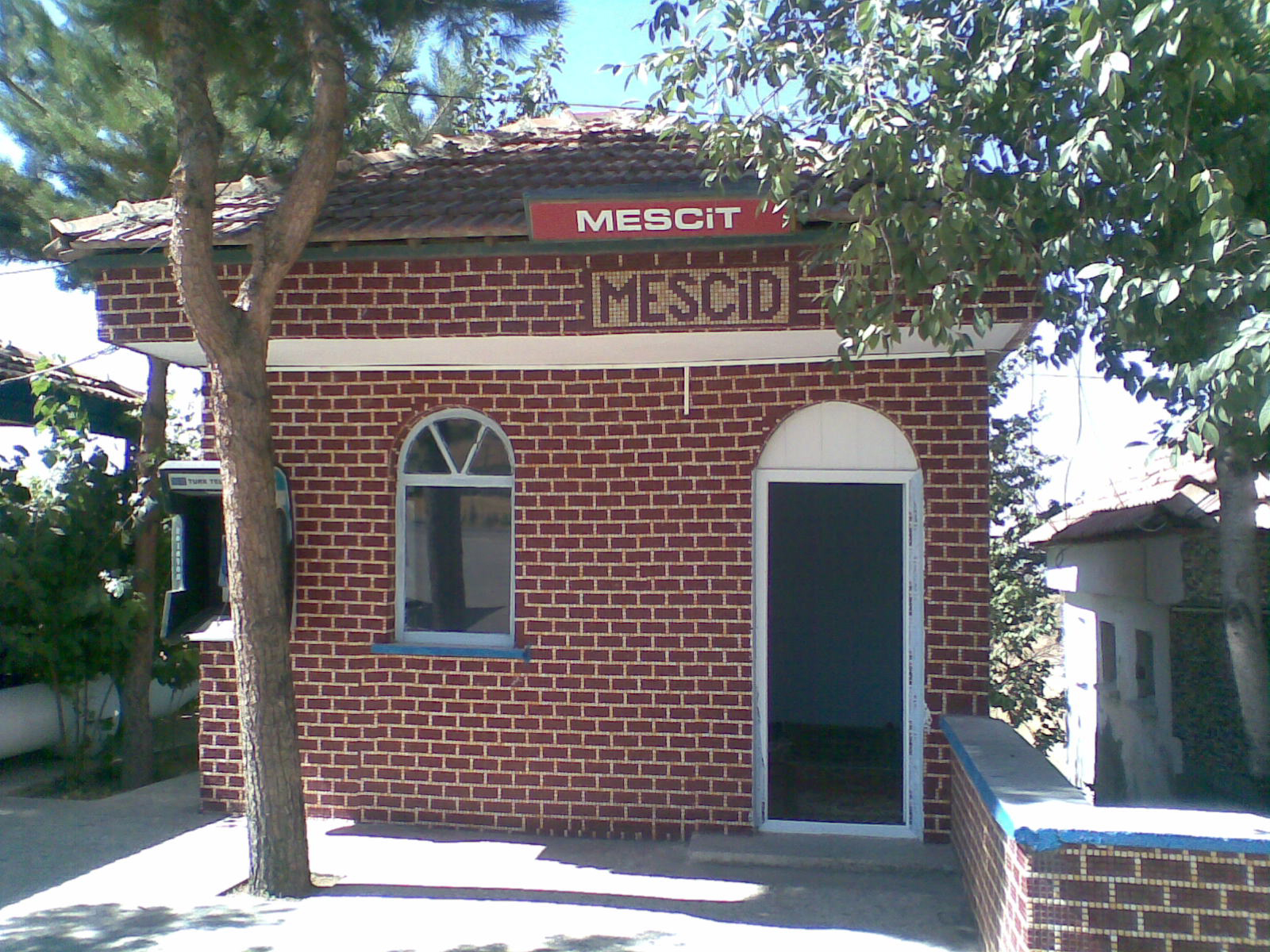
메스지트

메스지트(튀르키예어: Mescit)는 이동하는 사람들이 할 수 있는 간이 예배소이다. 주무아 등이 이루어진다.